# Верье-дю-Лак
Верье́-дю-Лак (фр. Veyrier-du-Lac) — французская коммуна в департаменте Верхняя Савойя региона Рона — Альпы на юго-востоке Франции. Входит в состав кантона Фаверж. Округ коммуны — Анси.

## География
Коммуна Верье-дю-лак находится на расстоянии 5 км к юго-востоку от города Анси и расположена на восточном берегу озера Анси у подножия горы Верье.

## Население
В городе в 2011 году проживало 2272 человека, из них 16,9 % младше 14 лет, 9,9 % — от 15 до 29 лет, 16,1 % — от 30 до 44, 22,1 % — от 45 до 59 лет, 35,0 % старше 60. В коммуне 963 домашних хозяйства, 671 семья. Средний декларируемый годовой доход в коммуне: 38 359,6 евро.
Динамика населения согласно INSEE:
| Население города в XIX—XXI веках |
| -------------------------------- |
|                                  |